# Hubert Dupont-Fauville
Pour les articles homonymes, voir Hubert Dupont (homonymie), Dupont et Fauville.
Hubert Dupont-Fauville, né le 3 décembre 1923 à Neuilly-sur-Seine et mort à Aix-en-Provence le 23 janvier 2003, est un homme politique français ayant été élu député du Pas-de-Calais de 1968 à 1973.

## Biographie
Né à Neuilly-sur-Seine en 1923, Hubert Maurice Ghislain Joseph Dupont-Fauville exerce les professions d'assureur et d'administrateur de sociétés. Il est élu en 1968 député du Pas-de-Calais sous la bannière de l'UDR en dominant le député sortant communiste Édouard Carlier. Cinq ans plus tard, Carlier bat Dupont-Fauville au deuxième tour des élections législatives. Dupont-Fauville est également battu dans les élections municipales de 1971 dans la ville de Béthune par Paul Breynaert.